# 花嫁会議
『花嫁会議』（はなよめかいぎ）は、1956年1月14日に公開された日本映画。製作、配給は東宝。モノクロ、スタンダード。

## スタッフ
- 製作：佐藤一郎
- 脚本：椿澄夫、梅田晴夫
- 音楽：松井八郎
- 撮影：遠藤精一
- 美術監督：北猛夫
- 美術：清水喜代志
- 録音：西川善男
- 照明：大沼正喜
- 編集：岩下広一
- チーフ助監督：岩城英二
- 監督：青柳信雄

## キャスト
- 中西元吉：柳家金語楼
- 雪枝：雪村いづみ
- お辰：本間文子
- 千代子：浪花千栄子
- 石村：藤原釜足
- 中西次郎：千秋実
- その子：司葉子
- 良一：井上大助
- 山村さん：相馬千恵子
- 丹羽為五郎：池部良
- 中西由子：久慈あさみ
- 宮本先生：清川虹子
- 由利子：越路吹雪
- 横山：小泉博
- 米太郎：小林桂樹
- 山ノ内専務：森繁久彌
- 写真屋：太刀川洋一
- 新聞記者：森川信、沢村いき雄、佐田豊
- 床屋の定さん：三木のり平
- 定さんの新妻：岡田茉莉子
- ファッションモデル：塩沢登代路、立花満枝
- 雪江：鈴木孝次
- 雪枝の友人：上野明美